# Vimba melanops
Vimba melanops är en fiskart som först beskrevs av Johann Jakob Heckel, 1837.  Vimba melanops ingår i släktet Vimba och familjen karpfiskar. IUCN kategoriserar arten globalt som otillräckligt studerad. Inga underarter finns listade i Catalogue of Life.